# Maibritt Saerens
Maibritt Saerens, född den 25 maj 1970, är en dansk skådespelare. Utexaminerad från skådespelarskolan vid Århus teater 1999. TV-debut som Sös Nielsen i den danska TV-serien Krönikan.

## Filmografi
- Krøniken (2004–2007)
- Wallander – Bröderna (2005)
- Forbrydelsen (2007)
- 2900 Happiness (2007)
- Blå Mænd (2007/2008)
- 2014 – Ett fall för Vera (TV-serie)
- Kampen om tungvattnet (2015)